# ビオトープ管理士資格試験
ビオトープ管理士資格試験（ビオトープかんりししかくしけん）とは、公益財団法人日本生態系協会が運営・実施する資格試験。環境省や国土交通省、農林水産省などの中央省庁、各地の地方自治体で、業務入札条件や技術者の評価基準として採用されている。

## 種類
ビオトープ管理士には、専門性の異なる「計画部門」と「施工部門」の2部門があり、さらにそれらは難易度（経験の量や期待される責任の大きさ）によって1級と2級の2階級に区分されている。つまり、資格としては以下の4種類となり、それぞれ内容の異なる試験を受ける。
ビオトープ計画管理士地域の自然生態系の保護・保全、復元、創出の理念や、野生生物等の調査技術を踏まえた、広域的な地域計画（都市計画、農村計画など）のプランナー
ビオトープ施工管理士地域の自然生態系の保護・保全、復元、創出の理念や、野生生物等の調査技術を踏まえた、設計・施工にあたる事業現場担当の技術者
1級　合格率　約30%経験の豊富な事業の責任者のレベル
2級　合格率　約45%基礎的な知識のある技術者のレベル
この中で、１級のみ受験資格があり、学歴や資格保有状況に応じた一定の実務の経歴年数を満たすことが必要とされている。一方、2級には受験資格はなく、誰でも受験することが出来る。

## 試験内容
1級　試験内容1級には「筆記試験」と「口述試験」がある。筆記試験は、択一問題を午前の枠で、記述問題と小論文をともに午後の同一の枠で行う。口述試験は筆記試験とは別日程で行われ、筆記試験の合格者のみが受験をすることが出来る。
2級　試験内容「筆記試験」のみで、択一問題と小論文を午前の同一の枠で行う。

## 1級の受験資格
1級ビオトープ計画管理士、1級ビオトープ施工管理士を受験するに当たっては、下記の条件のうちいずれか1つを満たしていることが必要とされている。
1. 四年制大学を卒業後、通算で満7年以上の実務の経験年数を有する。
2. 大学院を卒業後、通算で満5年以上の実務の経験年数を有する。
3. 短期大学、専門学校、高等専門学校のいずれかを卒業後、通算で満9年以上の実務の経験年数を有する。
4. 高等学校を卒業後、または高等学校卒業認定試験（旧　大学入学資格検定/大検）合格後、通算で満11年以上の実務の経験年数を有する。
5. 技術士（建設、農業、森林、水産、環境　の5部門に限る）、1級土木施工管理技士、1級造園施工管理技士、のいずれかの資格を取得後、通算で満4年以上の実務の経験年数を有する。
6. 2級ビオトープ計画管理士、2級ビオトープ施工管理士、2級土木施工管理技士、2級造園施工管理技士のいずれかの資格を取得後、通算で満7年以上の実務の経験年数を有する。
7. 上の学歴・資格によらない場合で、通算で満14年以上の実務の経験年数を有する。

実務の経験年数における「実務」の内容とは、受験する部門によらず、以下のものを指すとしている。
- 地域計画の事業（都市計画や農村計画など）における、基本構想の策定、計画、設計、研究、分析、評価の実務、およびそれらに関する指導・監督
- 土木工事や造園の工事の、現場設計、施工、研究、分析、評価の実務、およびそれらに関する指導・完読
- 野生生物の調査や環境改善など、自然環境の保護・保全、復元、創出に関する活動
- 上の3点に関する、教育機関での継続的な指導
- 上の3点に関する、環境NGOにおける継続的な活動